# دارایی نامشهود
دارایی نامشهود (به انگلیسی: Intangible asset) به یک دارایی غیرپولی و فاقد ماهیت عینی اطلاق می‌شود، که به‌منظور استفاده در تولید، یا عرضه کالاها یا خدمات، اجاره به دیگران، یا برای مقاصد اداری، توسط واحد تجاری نگهداری می‌شود، همچنین قابل‌تشخیص بوده و با قصد استفاده طی بیش از یک دوره مالی، توسط یک واحد تجاری، کسب شده باشد.
دارایی‌های نامشهود به دو دسته «قابل تشخیص» و «غیرقابل تشخیص» تقسیم می‌شوند.
قابل تشخیص: این دارایی‌ها قابل تقسیم هستند و حتی می‌توان آن‌ها را به فروش رساند.
مانند حق اکتشاف، حق اختراع، حق تألیف، حق امتیاز.
غیرقابل تشخیص: این دارایی‌ها بخشی جدایی ناپذیر از واحد تجاری هستند.
مانند سرقفلی
در اینجا به تعریف برخی از دارایی‌های نامشهود می‌پردازیم:
سرقفلی محل کسب (Goodwill): سرقفلی حقی است که واحد تجاری به دلیل شهرت خود در جذب مشتری نسبت به محل معینی پیدا می‌کند.
سرقفلی زمانی به عنوان دارایی شناسایی می‌شود که در ازای وجه نقد یا ما به ازای غیرنقدی تحصیل شود.
حق اختراع: حقی است که به دارنده آن، امکان تولید، استفاده و فروش محصول مشخصی را برای مدت معین می‌دهد.
در واقع حق اختراع دیگران را از استفاده از محصول منع می‌کند. مدت اعتبار برگه حق اعتبار به تقاضای مخترع از ۵ تا ۲۰ سال است.
به سند ثبت اختراع Patent گفته می‌شود.
حق اختراع
حق امتیاز (Franchise): حق امتیاز یا فرانشیز عبارتست از مجوز استفاده از حقوق دیگران در ازای پرداخت مبلغ مشخص.
برای مثال امتیاز فروش محصول یک حق امتیاز است.
حق امتیاز (Franchise)
حق تألیف (Copyright): حق تألیف عبارتست از حق انحصاری نشر و پخش و عرضه و اجرای اثر هنری یا نوشته. حق تألیف به مدت عمر پدید آورنده و سی سال پس از فوت او، به وراث اعطاء می‌شود.
ویژگی‌های دارایی‌های نامشهود
۱- ماهیت غیرعینی
بدون شک مهم‌ترین ویژگی دارایی‌های نامشهود غیر عینی بودن آن هاست، زیرا این دارایی‌ها با تکیه بر ماهیت غیرعینی خود شناخته می‌شوند و با وجود همین ویژگی از دارایی‌هایی مانند حساب دریافتنی متمایز می‌شوند.
گاهی دارایی‌های نامشهود در درون یا بر روی یک عنصر فیزیکی هستند. مانند لوح فشرده مربوط به نرم‌افزار.
طبق استاندارد حسابداری شماره ۱۷ برای قضاوت در مورد اینکه دارایی باید در کدام دسته (مشهود یا نامشهود) طبقه‌بندی شود باید به این نکته توجه کرد که کدام عنصر مهم‌تر است. برای مثال نرم‌افزار مربوط به ماشین آلات جزئی از ماشین آلات است و باید به عنوان دارایی‌های مشهود دسته‌بندی شود.
۲ – قابلیت تشخیص
دارایی نامشهود باید قابل تشخیص باشد؛ یعنی باید بتوان آن را از واحد تجاری جدا کرد.
برای مثال سرقفلی واحد تجاری در صورتی که از کل واحد تجاری یا سایر دارایی‌های واحد تجاری قابل تشخیص نباشد، به عنوان دارایی نامشهود شناسایی نمی‌شود حتی اگر منافع آتی داشته باشد.
یک دارایی زمانی قابل تشخیص است که یکی از شرایط زیر را داشته باشد:
جدا شدنی باشد، یعنی بتوان آن را به منظور فروش، انتقال یا اجاره از واحد تجاری جدا کرد.
ناشی از حقوق قراردادی یا قانونی باشد.
صرفنظر از این که قابل جدا شدن از واحد اقتصادی و انتقال یا فروش باشد.
۳ – کنترل داشتن واحد تجاری بر دارایی
طبق استاندارد حسابداری شماره ۱۷ واحد تجاری باید بر دارایی نامشهود کنترل داشته باشد؛ یعنی هم بتواند از منافع آتی آن استفاده کند و هم بتواند از دسترسی دیگران به منافع آن جلوگیری کند.
داشتن منافع اقتصادی آتی ویژگی اصلی تمام دارایی هاست و به نظر این نکته بدیهی می‌آید. اما مشکل این است که اثبات چگونگی دستیابی به جریان ورودی منافع اقتصادی به درون واحد تجاری از محل این دارایی به آسانی قابل انجام نیست.
در برخی موارد شواهد عینی مرتبط با منافع اقتصادی آتی منتسب به یک دارایی نامشهود را می‌توان از طریق بررسی بازار کسب کرد. برای مثال می‌توان تأثیر شهرت یک واحد تجاری را با مقایسه میزان فروش واحد تجاری و دیگر واحدهای تجاری هم صنف بررسی کرد.
گاهی جریان منافع اقتصادی یک دارایی نامشهود می‌تواند تأثیر بر دارایی‌های مشهود باشد.
برای مثال به‌کارگیری دانش جدید فنی می‌تواند باعث صرفه جویی در هزینه‌های تولید شود.